# Saison 2023-2024 des Trail Blazers de Portland
La saison 2023-2024 des Trail Blazers de Portland est la 54e saison de la franchise au sein de la National Basketball Association (NBA).
Le 16 mars, les Trail Blazers sont éliminés de la course aux playoffs. 

## Draft
| Tour | Choix | Joueur          | Poste | Nationalité | Provenance                       |
| ---- | ----- | --------------- | ----- | ----------- | -------------------------------- |
| 1    | 3     | Scoot Henderson | PG    | États-Unis  | NBA G League Ignite (G League)   |
| 1    | 23    | Kris Murray     | PF    | États-Unis  | Hawkeyes de l'Iowa               |
| 2    | 43    | Rayan Rupert    | SG    | France      | New Zealand Breakers (Australie) |

## Matchs

### Summer League
| Summer League Total: 3-2 |

| Match | Date match | Équipe      | Score    | Meilleur marqueur   | Meilleur rebondeur | Meilleur passeur    | Lieux Spectateurs      | Série |
| ----- | ---------- | ----------- | -------- | ------------------- | ------------------ | ------------------- | ---------------------- | ----- |
| 1     | 7 juillet  | Houston     | D 99-100 | Shaedon Sharpe (21) | Jabari Walker (10) | Scoot Henderson (6) | Thomas & Mack Center 0 | 0 - 1 |
| 2     | 9 juillet  | San Antonio | V 85-80  | Michael Devoe (29)  | Jabari Walker (11) | Michael Devoe (5)   | Thomas & Mack Center 0 | 1 - 1 |
| 3     | 11 juillet | Charlotte   | V 97-93  | Shaedon Sharpe (26) | Duop Reath (9)     | Michael Devoe (7)   | Thomas & Mack Center 0 | 2 - 1 |
| 4     | 13 juillet | Orlando     | V 88-71  | Michael Devoe (18)  | Rayan Rupert (12)  | Antoine Davis (4)   | Thomas & Mack Center 0 | 3 - 1 |
| 5     | 16 juillet | Miami       | D 78-104 | Duop Reath (18)     | Duop Reath (6)     | Michael Devoe (5)   | Thomas & Mack Center 0 | 3 - 2 |

### Pré-saison
| Pré-saison Total: 1-3 (Domicile : 1-1; Extérieur : 0-2) |

| Match | Date match | Équipe               | Score     | Meilleur marqueur    | Meilleur rebondeur | Meilleur passeur    | Lieux Spectateurs       | Série |
| ----- | ---------- | -------------------- | --------- | -------------------- | ------------------ | ------------------- | ----------------------- | ----- |
| 1     | 10 octobre | New Zealand Breakers | V 106-66  | Anfernee Simons (14) | Moses Brown (8)    | Scoot Henderson (6) | Moda Center 12 694      | 1 - 0 |
| 2     | 12 octobre | Phoenix              | D 111-122 | Scoot Henderson (22) | Ayton, Walker (6)  | Skylar Mays (5)     | Moda Center 17 713      | 1 - 1 |
| 3     | 14 octobre | @ Utah               | D 133-138 | Anfernee Simons (29) | Sharpe, Walker (7) | Scoot Henderson (8) | Delta Center 14 746     | 1 - 2 |
| 4     | 16 octobre | @ Phoenix            | D 106-117 | Shaedon Sharpe (19)  | Jabari Walker (9)  | Scoot Henderson (5) | Footprint Center 17 071 | 1 - 3 |

### Saison régulière
| Saison régulière Total: 21-61 (Domicile : 11-30; Extérieur : 10-31) |

| Match | Date       | Équipe          | Score     | Meilleur marqueur    | Meilleur rebondeur | Meilleur passeur    | Lieux Spectateurs         | Série |
| ----- | ---------- | --------------- | --------- | -------------------- | ------------------ | ------------------- | ------------------------- | ----- |
| 1     | 25 octobre | @ L.A. Clippers | D 111-123 | Malcolm Brogdon (20) | Deandre Ayton (12) | Malcolm Brogdon (5) | Crypto.com Arena 19 370   | 0 - 1 |
| 2     | 27 octobre | Orlando         | D 97-102  | Shaedon Sharpe (24)  | Deandre Ayton (15) | Camara, Grant (15)  | Moda Center 19 464        | 0 - 2 |
| 3     | 29 octobre | @ Philadelphie  | D 98-126  | Shaedon Sharpe (20)  | Deandre Ayton (9)  | Malcolm Brogdon (5) | Wells Fargo Center 19 768 | 0 - 3 |
| 4     | 30 octobre | @ Toronto       | V 99-91   | Jerami Grant (22)    | Deandre Ayton (23) | Scoot Henderson (7) | Scotiabank Arena 19 266   | 1 - 3 |

| Match | Date match   | Équipe        | Score          | Meilleur marqueur   | Meilleur rebondeur | Meilleur passeur       | Lieux Spectateurs                 | Série  |
| ----- | ------------ | ------------- | -------------- | ------------------- | ------------------ | ---------------------- | --------------------------------- | ------ |
| 5     | 1er novembre | @ Détroit     | V 110-101      | Shaedon Sharpe (29) | Deandre Ayton (11) | Scoot Henderson (7)    | Little Caesars Arena 16 912       | 2 - 3  |
| 6     | 3 novembre   | Memphis*      | V 115-113 (OT) | Jerami Grant (26)   | Deandre Ayton (12) | Malcolm Brogdon (10)   | Moda Center 18 592                | 3 - 3  |
| 7     | 5 novembre   | Memphis       | D 100-112      | Jerami Grant (27)   | Deandre Ayton (11) | Malcolm Brogdon (11)   | Moda Center 18 187                | 3 - 4  |
| 8     | 8 novembre   | @ Sacramento  | D 118-121 (OT) | Jerami Grant (38)   | Deandre Ayton (10) | Skylar Mays (11)       | Golden 1 Center 17 829            | 3 - 5  |
| 9     | 12 novembre  | @ L.A. Lakers | D 110-116      | Jerami Grant (23)   | Deandre Ayton (7)  | Skylar Mays (12)       | Crypto.com Arena 18 997           | 3 - 6  |
| 10    | 14 novembre  | @ Utah*       | D 99-115       | Jerami Grant (26)   | Deandre Ayton (10) | Skylar Mays (10)       | Delta Center 18 206               | 3 - 7  |
| 11    | 15 novembre  | Cleveland     | D 95-109       | Jerami Grant (17)   | Shaedon Sharpe (7) | Shaedon Sharpe (5)     | Moda Center 18 137                | 3 - 8  |
| 12    | 17 novembre  | L.A. Lakers*  | D 95-107       | Jerami Grant (24)   | Deandre Ayton (12) | Skylar Mays (8)        | Moda Center 18 570                | 3 - 9  |
| 13    | 19 novembre  | Oklahoma City | D 91-134       | Jerami Grant (14)   | Jabari Walker (7)  | Skylar Mays (7)        | Moda Center 18 235                | 3 - 10 |
| 14    | 21 novembre  | @ Phoenix*    | D 107-120      | Jerami Grant (26)   | Deandre Ayton (8)  | Jerami Grant (6)       | Footprint Center 17 071           | 3 - 11 |
| 15    | 22 novembre  | Utah          | V 121-105      | Jerami Grant (30)   | Jabari Walker (10) | Malcolm Brogdon (8)    | Moda Center 17 819                | 4 - 11 |
| 16    | 26 novembre  | @ Milwaukee   | D 102-108      | Jerami Grant (22)   | Deandre Ayton (13) | Malcolm Brogdon (12)   | Fiserv Forum 17 602               | 4 - 12 |
| 17    | 27 novembre  | @ Indiana     | V 114-110      | Jerami Grant (34)   | Deandre Ayton (13) | Malcolm Brogdon (7)    | Gainbridge Fieldhouse 14 508      | 5 - 12 |
| 18    | 30 novembre  | @ Cleveland   | V 103-95       | Shaedon Sharpe (29) | Jabari Walker (12) | Brogdon, Henderson (7) | Rocket Mortgage FieldHouse 19 432 | 6 - 12 |

| Match | Date match  | Équipe          | Score          | Meilleur marqueur    | Meilleur rebondeur  | Meilleur passeur      | Lieux Spectateurs       | Série  |
| ----- | ----------- | --------------- | -------------- | -------------------- | ------------------- | --------------------- | ----------------------- | ------ |
| 19    | 2 décembre  | @ Utah          | D 113-118 (OT) | Brogdon, Sharpe (25) | Deandre Ayton (11)  | Malcolm Brogdon (6)   | Delta Center 18 206     | 6 - 13 |
| 20    | 6 décembre  | @ Golden State  | D 106-110      | Anfernee Simons (28) | Toumani Camara (13) | Shaedon Sharpe (5)    | Chase Center 18 064     | 6 - 14 |
| 21    | 8 décembre  | Dallas          | D 112-125      | Anfernee Simons (30) | Camara, Sharpe (9)  | Anfernee Simons (8)   | Moda Center 18 762      | 6 - 15 |
| 22    | 11 décembre | @ L.A. Clippers | D 127-132      | Anfernee Simons (38) | Moses Brown (12)    | Henderson, Sharpe (6) | Crypto.com Arena 17 102 | 6 - 16 |
| 23    | 14 décembre | Utah            | D 114-122      | Scoot Henderson (23) | Ayton, Walker (9)   | Scoot Henderson (10)  | Moda Center 17 842      | 6 - 17 |
| 24    | 16 décembre | Dallas          | D 120-131      | Anfernee Simons (33) | Deandre Ayton (10)  | Anfernee Simons (6)   | Moda Center 18 439      | 6 - 18 |
| 25    | 17 décembre | Golden State    | D 114-118      | Jerami Grant (30)    | Deandre Ayton (8)   | Anfernee Simons (7)   | Moda Center 18 547      | 6 - 19 |
| 26    | 19 décembre | Phoenix         | V 109-104      | Anfernee Simons (23) | Deandre Ayton (15)  | Anfernee Simons (7)   | Moda Center 18 233      | 7 - 19 |
| 27    | 21 décembre | Washington      | D 117-118      | Anfernee Simons (41) | Deandre Ayton (16)  | Anfernee Simons (7)   | Moda Center 18 690      | 7 - 20 |
| 28    | 23 décembre | @ Golden State  | D 106-126      | Anfernee Simons (25) | Ayton, Brogdon (6)  | Malcolm Brogdon (12)  | Chase Center 18 064     | 7 - 21 |
| 29    | 26 décembre | Sacramento      | V 130-113      | Anfernee Simons (29) | Moses Brown (11)    | Scoot Henderson (11)  | Moda Center 18 585      | 8 - 21 |
| 30    | 28 décembre | San Antonio     | D 105-118      | Brogdon, Grant (29)  | Jerami Grant (10)   | Malcolm Brogdon (6)   | Moda Center 19 335      | 8 - 22 |
| 31    | 29 décembre | San Antonio     | V 134-128      | Brogdon, Grant (27)  | Toumani Camara (11) | Scoot Henderson (11)  | Moda Center 18 861      | 9 - 22 |

| Match | Date match  | Équipe          | Score          | Meilleur marqueur    | Meilleur rebondeur  | Meilleur passeur       | Lieux Spectateurs               | Série   |
| ----- | ----------- | --------------- | -------------- | -------------------- | ------------------- | ---------------------- | ------------------------------- | ------- |
| 32    | 1er janvier | @ Phoenix       | D 88-109       | Scoot Henderson (17) | Jabari Walker (9)   | Scoot Henderson (6)    | Footprint Center 17 071         | 9 - 23  |
| 33    | 3 janvier   | @ Dallas        | D 97-126       | Shaedon Sharpe (16)  | Six joueurs (5)     | Scoot Henderson (7)    | American Airlines Center 20 077 | 9 - 24  |
| 34    | 5 janvier   | @ Dallas        | D 103-139      | Jerami Grant (18)    | Camara, Reath (7)   | Scoot Henderson (10)   | American Airlines Center 20 162 | 9 - 25  |
| 35    | 7 janvier   | @ Brooklyn      | V 134-127 (OT) | Anfernee Simons (38) | Duop Reath (13)     | Anfernee Simons (11)   | Barclays Center 17 732          | 10 - 25 |
| 36    | 9 janvier   | @ New York      | D 84-112       | Jerami Grant (21)    | Ibou Badji (7)      | Henderson, Sharpe (4)  | Madison Square Garden 19 812    | 10 - 26 |
| 37    | 11 janvier  | @ Oklahoma City | D 77-139       | Anfernee Simons (14) | Duop Reath (7)      | Six joueurs (2)        | Paycom Center 15 828            | 10 - 27 |
| 38    | 12 janvier  | @ Minnesota     | D 93-116       | Jabari Walker (17)   | Jabari Walker (13)  | Scoot Henderson (4)    | Target Center 18 024            | 10 - 28 |
| 39    | 14 janvier  | Phoenix         | D 116-127      | Scoot Henderson (33) | Jabari Walker (8)   | Scoot Henderson (9)    | Moda Center 18 071              | 10 - 29 |
| 40    | 17 janvier  | Brooklyn        | V 105-103      | Jerami Grant (30)    | Jerami Grant (8)    | Malcolm Brogdon (6)    | Moda Center 17 021              | 11 - 29 |
| 41    | 19 janvier  | Indiana         | V 118-115      | Jerami Grant (37)    | Jabari Walker (12)  | Malcolm Brogdon (6)    | Moda Center 18 595              | 12 - 29 |
| 42    | 21 janvier  | @ L.A. Lakers   | D 110-134      | Malcolm Brogdon (23) | Brogdon, Walker (7) | Malcolm Brogdon (9)    | Crypto.com Arena 18 997         | 12 - 30 |
| 43    | 23 janvier  | @ Oklahoma City | D 109-111      | Scoot Henderson (19) | Jabari Walker (13)  | Brogdon, Henderson (7) | Paycom Center 15 874            | 12 - 31 |
| 44    | 24 janvier  | @ Houston       | V 137-131 (OT) | Anfernee Simons (33) | Deandre Ayton (17)  | Jerami Grant (9)       | Toyota Center 18 055            | 13 - 31 |
| 45    | 26 janvier  | @ San Antonio   | D 100-116      | Anfernee Simons (40) | Deandre Ayton (12)  | Anfernee Simons (10)   | Frost Bank Center 17 274        | 13 - 32 |
| 46    | 28 janvier  | Chicago         | D 96-104       | Jerami Grant (24)    | Deandre Ayton (12)  | Anfernee Simons (8)    | Moda Center 17 899              | 13 - 33 |
| 47    | 29 janvier  | Philadelphie    | V 130-104      | Jerami Grant (27)    | Jabari Walker (12)  | Malcolm Brogdon (9)    | Moda Center 17 128              | 14 - 33 |
| 48    | 31 janvier  | Milwaukee       | V 119-116      | Anfernee Simons (24) | Deandre Ayton (11)  | Malcolm Brogdon (6)    | Moda Center 19 335              | 15 - 33 |

| Match                  | Date match | Équipe              | Score          | Meilleur marqueur    | Meilleur rebondeur  | Meilleur passeur      | Lieux Spectateurs  | Série   |
| ---------------------- | ---------- | ------------------- | -------------- | -------------------- | ------------------- | --------------------- | ------------------ | ------- |
| 49                     | 2 février  | @ Denver            | D 108-120      | Scoot Henderson (30) | Brogdon, Walker (8) | Malcolm Brogdon (6)   | Ball Arena 19 622  | 15 - 34 |
| 50                     | 4 février  | @ Denver            | D 103-112      | Deandre Ayton (27)   | Deandre Ayton (9)   | Henderson, Simons (9) | Ball Arena 19 715  | 15 - 35 |
| 51                     | 8 février  | Détroit             | D 122-128 (OT) | Jerami Grant (49)    | Jabari Walker (11)  | Matisse Thybulle (7)  | Moda Center 18 125 | 15 - 36 |
| 52                     | 10 février | La Nouvelle-Orléans | D 84-93        | Jerami Grant (24)    | Deandre Ayton (17)  | Grant, Hagans (4)     | Moda Center 18 226 | 15 - 37 |
| 53                     | 13 février | Minnesota           | D 109-121      | Deandre Ayton (22)   | Deandre Ayton (16)  | Scoot Henderson (9)   | Moda Center 17 906 | 15 - 38 |
| 54                     | 15 février | Minnesota           | D 91-128       | Jerami Grant (20)    | Camara, Simons (5)  | Anfernee Simons (6)   | Moda Center 18 606 | 15 - 39 |
| NBA All-Star Game 2024 |            |                     |                |                      |                     |                       |                    |         |
| 55                     | 23 février | Denver              | D 112-127      | Jerami Grant (25)    | Deandre Ayton (10)  | Anfernee Simons (8)   | Moda Center 18 898 | 15 - 40 |
| 56                     | 25 février | Charlotte           | D 80-93        | Deandre Ayton (26)   | Deandre Ayton (19)  | Jerami Grant (5)      | Moda Center 17 888 | 15 - 41 |
| 57                     | 27 février | Miami               | D 96-106       | Anfernee Simons (26) | Ayton, Camara (10)  | Jerami Grant (6)      | Moda Center 18 143 | 15 - 42 |

| Match | Date match | Équipe                | Score          | Meilleur marqueur    | Meilleur rebondeur   | Meilleur passeur     | Lieux Spectateurs       | Série   |
| ----- | ---------- | --------------------- | -------------- | -------------------- | -------------------- | -------------------- | ----------------------- | ------- |
| 58    | 1er mars   | @ Memphis             | V 122-92       | Banton, Walker (19)  | Jabari Walker (10)   | Anfernee Simons (8)  | FedExForum 15 493       | 16 - 42 |
| 59    | 2 mars     | @ Memphis             | V 107-100 (OT) | Anfernee Simons (30) | Jabari Walker (12)   | Ashton Hagans (8)    | FedExForum 16 381       | 17 - 42 |
| 60    | 4 mars     | @ Minnesota           | D 114-119      | Anfernee Simons (34) | Jabari Walker (8)    | Anfernee Simons (14) | Target Center 18 024    | 17 - 43 |
| 61    | 6 mars     | Oklahoma City         | D 120-128      | Anfernee Simons (29) | Thybulle, Walker (6) | Banton, Simons (5)   | Moda Center 17 589      | 17 - 44 |
| 62    | 8 mars     | Houston               | D 107-123      | Dalano Banton (30)   | Kris Murray (11)     | Kris Murray (7)      | Moda Center 18 139      | 17 - 45 |
| 63    | 9 mars     | Toronto               | V 128-118 (OT) | Deandre Ayton (30)   | Deandre Ayton (19)   | Anfernee Simons (7)  | Moda Center 18 117      | 18 - 45 |
| 64    | 11 mars    | Boston                | D 99-121       | Deandre Ayton (22)   | Deandre Ayton (15)   | Scoot Henderson (8)  | Moda Center 18 480      | 18 - 46 |
| 65    | 13 mars    | Atlanta               | V 106-102      | Deandre Ayton (33)   | Deandre Ayton (19)   | Anfernee Simons (8)  | Moda Center 18 064      | 19 - 46 |
| 66    | 14 mars    | New York              | D 93-105       | Deandre Ayton (31)   | Deandre Ayton (14)   | Scoot Henderson (6)  | Moda Center 17 768      | 19 - 47 |
| 67    | 16 mars    | @ La Nouvelle-Orléans | D 107-126      | Dalano Banton (28)   | Deandre Ayton (8)    | Anfernee Simons (8)  | Moda Center 17 725      | 19 - 48 |
| 68    | 18 mars    | @ Chicago             | D 107-110      | Anfernee Simons (30) | Deandre Ayton (15)   | Anfernee Simons (9)  | United Center 20 293    | 19 - 49 |
| 69    | 20 mars    | L.A. Clippers         | D 103-116      | Scoot Henderson (18) | Deandre Ayton (7)    | Dalano Banton (6)    | Moda Center 17 504      | 19 - 50 |
| 70    | 22 mars    | L.A. Clippers         | D 117-125      | Scoot Henderson (24) | Jabari Walker (8)    | Scoot Henderson (10) | Moda Center 18 660      | 19 - 51 |
| 71    | 23 mars    | Denver                | D 111-114      | Duop Reath (24)      | Jabari Walker (9)    | Trois joueurs (6)    | Moda Center 18 629      | 19 - 52 |
| 72    | 25 mars    | @ Houston             | D 92-110       | Dalano Banton (28)   | Dalano Banton (11)   | Dalano Banton (5)    | Toyota Center 16 537    | 19 - 53 |
| 73    | 27 mars    | @ Atlanta             | D 106-120      | Dalano Banton (31)   | Rayan Rupert (6)     | Dalano Banton (9)    | State Farm Arena 16 059 | 19 - 54 |
| 74    | 29 mars    | @ Miami               | D 82-142       | Scoot Henderson (20) | Dalano Banton (9)    | Scoot Henderson (6)  | Kaseya Center 19 839    | 19 - 55 |

| Match | Date match | Équipe              | Score     | Meilleur marqueur    | Meilleur rebondeur | Meilleur passeur     | Lieux Spectateurs        | Série   |
| ----- | ---------- | ------------------- | --------- | -------------------- | ------------------ | -------------------- | ------------------------ | ------- |
| 75    | 1er avril  | @ Orlando           | D 103-104 | Dalano Banton (26)   | Deandre Ayton (12) | Scoot Henderson (9)  | Kia Center 19 004        | 19 - 56 |
| 76    | 3 avril    | @ Charlotte         | V 89-86   | Deandre Ayton (24)   | Jabari Walker (22) | Scoot Henderson (10) | Spectrum Center 14 209   | 20 - 56 |
| 77    | 5 avril    | @ Washington        | V 108-102 | Deandre Ayton (34)   | Ayton, Walker (13) | Dalano Banton (8)    | Capital One Arena 18 079 | 21 - 56 |
| 78    | 7 avril    | @ Boston            | D 107-124 | Dalano Banton (28)   | Jabari Walker (18) | Dalano Banton (9)    | TD Garden 19 156         | 21 - 57 |
| 79    | 9 avril    | La Nouvelle-Orléans | D 100-110 | Deandre Ayton (30)   | Deandre Ayton (13) | Scoot Henderson (15) | Moda Center 18 341       | 21 - 58 |
| 80    | 11 avril   | Golden State        | D 92-100  | Deandre Ayton (25)   | Jabari Walker (16) | Scoot Henderson (12) | Moda Center 19 335       | 21 - 59 |
| 81    | 12 avril   | Houston             | D 107-116 | Scoot Henderson (30) | Dalano Banton (10) | Scoot Henderson (7)  | Moda Center 18 630       | 21 - 60 |
| 82    | 14 avril   | @ Sacramento        | D 82-121  | Dalano Banton (17)   | Kris Murray (18)   | Dalano Banton (7)    | Golden 1 Center 18 037   | 21 - 61 |

### Confrontations en saison régulière
| Conférence Est      | Conférence Est                              | Conférence Est                              | Conférence Ouest                            | Conférence Ouest                            | Conférence Ouest                            | Conférence Ouest                            | Conférence Ouest                            |
| Division Atlantique | Division Atlantique                         | Division Atlantique                         | Division Nord-Ouest                         | Division Nord-Ouest                         | Division Nord-Ouest                         | Division Nord-Ouest                         | Division Nord-Ouest                         |
| Équipe              | Domicile                                    | Extérieur                                   | Équipe                                      | Domicile                                    | Domicile                                    | Extérieur                                   | Extérieur                                   |
| ------------------- | ------------------------------------------- | ------------------------------------------- | ------------------------------------------- | ------------------------------------------- | ------------------------------------------- | ------------------------------------------- | ------------------------------------------- |
| Boston              | 99-121                                      | 107-124                                     | Denver                                      | 112-127                                     | 111-114                                     | 108-120                                     | 103-112                                     |
| Brooklyn            | 105-103                                     | 134-127 (OT)                                | Minnesota                                   | 109-121                                     | 91-128                                      | 93-116                                      | 114-119                                     |
| New York            | 93-105                                      | 84-112                                      | Oklahoma City                               | 91-134                                      | 120-128                                     | 77-139                                      | 109-111                                     |
| Philadelphie        | 130-104                                     | 98-126                                      |                                             |                                             |                                             |                                             |                                             |
| Toronto             | 128-118 (OT)                                | 99-91                                       | Utah                                        | 121-105                                     | 114-122                                     | 99-115                                      | 113-118 (OT)                                |
| Division            | 5-5 (Domicile : 3-2; Extérieur : 2-3)       | 5-5 (Domicile : 3-2; Extérieur : 2-3)       | Division                                    | 1-15 (Domicile : 1-7; Extérieur : 0-8)      | 1-15 (Domicile : 1-7; Extérieur : 0-8)      | 1-15 (Domicile : 1-7; Extérieur : 0-8)      | 1-15 (Domicile : 1-7; Extérieur : 0-8)      |
| Division Centrale   | Division Centrale                           | Division Centrale                           | Division Pacifique                          | Division Pacifique                          | Division Pacifique                          | Division Pacifique                          | Division Pacifique                          |
| Équipe              | Domicile                                    | Extérieur                                   | Équipe                                      | Domicile                                    | Domicile                                    | Extérieur                                   | Extérieur                                   |
| Chicago             | 96-104                                      | 107-110                                     | Golden State                                | 114-118                                     | 92-100                                      | 106-110                                     | 106-126                                     |
| Cleveland           | 95-109                                      | 103-95                                      | L.A. Clippers                               | 103-116                                     | 117-125                                     | 111-123                                     | 127-132                                     |
| Detroit             | 122-128 (OT)                                | 110-101                                     | L.A. Lakers                                 | 95-107                                      |                                             | 110-116                                     | 110-134                                     |
| Indiana             | 118-115                                     | 114-110                                     | Phoenix                                     | 109-104                                     | 116-127                                     | 107-120                                     | 88-109                                      |
| Milwaukee           | 119-116                                     | 102-108                                     | Sacramento                                  | 130-113                                     |                                             | 118-121 (OT)                                | 82-121                                      |
| Division            | 5-5 (Domicile : 2-3; Extérieur : 3-2)       | 5-5 (Domicile : 2-3; Extérieur : 3-2)       | Division                                    | 2-16 (Domicile : 2-6; Extérieur : 0-10)     | 2-16 (Domicile : 2-6; Extérieur : 0-10)     | 2-16 (Domicile : 2-6; Extérieur : 0-10)     | 2-16 (Domicile : 2-6; Extérieur : 0-10)     |
| Division Sud-Est    | Division Sud-Est                            | Division Sud-Est                            | Division Sud-Ouest                          | Division Sud-Ouest                          | Division Sud-Ouest                          | Division Sud-Ouest                          | Division Sud-Ouest                          |
| Équipe              | Domicile                                    | Extérieur                                   | Équipe                                      | Domicile                                    | Domicile                                    | Extérieur                                   | Extérieur                                   |
| Atlanta             | 106-102                                     | 106-120                                     | Dallas                                      | 112-125                                     | 120-131                                     | 97-126                                      | 103-139                                     |
| Charlotte           | 80-93                                       | 89-86                                       | Houston                                     | 107-123                                     | 107-116                                     | 137-131 (OT)                                | 92-110                                      |
| Miami               | 96-106                                      | 82-142                                      | Memphis                                     | 115-113 (OT)                                | 100-112                                     | 122-92                                      | 107-100 (OT)                                |
| Orlando             | 97-102                                      | 103-104                                     | New Orleans                                 | 84-93                                       | 100-110                                     | 107-126                                     |                                             |
| Washington          | 117-118                                     | 108-102                                     | San Antonio                                 | 105-118                                     | 134-128                                     | 100-116                                     |                                             |
| Division            | 3-7 (Domicile : 1-4; Extérieur : 2-3)       | 3-7 (Domicile : 1-4; Extérieur : 2-3)       | Division                                    | 5-13 (Domicile : 2-8; Extérieur : 3-5)      | 5-13 (Domicile : 2-8; Extérieur : 3-5)      | 5-13 (Domicile : 2-8; Extérieur : 3-5)      | 5-13 (Domicile : 2-8; Extérieur : 3-5)      |
| Conférence          | 13-17 (Domicile : 6-9; Extérieur : 7-8)     | 13-17 (Domicile : 6-9; Extérieur : 7-8)     | Conférence                                  | 8-34 (Domicile : 5-21; Extérieur : 3-23)    | 8-34 (Domicile : 5-21; Extérieur : 3-23)    | 8-34 (Domicile : 5-21; Extérieur : 3-23)    | 8-34 (Domicile : 5-21; Extérieur : 3-23)    |
| Total               | 21-61 (Domicile : 11-30; Extérieur : 10-31) | 21-61 (Domicile : 11-30; Extérieur : 10-31) | 21-61 (Domicile : 11-30; Extérieur : 10-31) | 21-61 (Domicile : 11-30; Extérieur : 10-31) | 21-61 (Domicile : 11-30; Extérieur : 10-31) | 21-61 (Domicile : 11-30; Extérieur : 10-31) | 21-61 (Domicile : 11-30; Extérieur : 10-31) |

## Classements

### Saison régulière
| Conférence Ouest | Conférence Ouest                    | Conférence Ouest | Conférence Ouest | Conférence Ouest | Conférence Ouest | Conférence Ouest | Conférence Ouest |
| No               | Franchise                           | Vic.             | Def.             | MJ               | V/D              | GB               |                  |
| ---------------- | ----------------------------------- | ---------------- | ---------------- | ---------------- | ---------------- | ---------------- | ---------------- |
| 1                | c - Thunder d'Oklahoma City         | 57               | 25               | 82               | .695             | -                |                  |
| 2                | x - Nuggets de Denver               | 57               | 25               | 82               | .695             | -                |                  |
| 3                | x - Timberwolves du Minnesota       | 56               | 26               | 82               | .683             | 1                |                  |
| 4                | y - Clippers de Los Angeles         | 51               | 31               | 82               | .622             | 6                |                  |
| 5                | y - Mavericks de Dallas             | 50               | 32               | 82               | .610             | 7                |                  |
| 6                | x - Suns de Phoenix                 | 49               | 33               | 82               | .598             | 8                |                  |
|                  |                                     |                  |                  |                  |                  |                  |                  |
| 7                | x - Pelicans de La Nouvelle-Orléans | 49               | 33               | 82               | .598             | 8                |                  |
| 8                | x - Lakers de Los Angeles           | 47               | 35               | 82               | .573             | 10               |                  |
| 9                | pi - Kings de Sacramento            | 46               | 36               | 82               | .561             | 11               |                  |
| 10               | pi - Warriors de Golden State       | 46               | 36               | 82               | .561             | 11               |                  |
|                  |                                     |                  |                  |                  |                  |                  |                  |
| 11               | o - Rockets de Houston              | 41               | 41               | 82               | .500             | 16               |                  |
| 12               | o - Jazz de l'Utah                  | 31               | 51               | 82               | .378             | 26               |                  |
| 13               | o - Grizzlies de Memphis            | 27               | 55               | 82               | .329             | 30               |                  |
| 14               | o - Spurs de San Antonio            | 22               | 60               | 82               | .268             | 35               |                  |
| 15               | o - Trail Blazers de Portland       | 21               | 61               | 82               | .256             | 36               |                  |

| Division Nord-Ouest           | V  | D  | MJ | V/D  | GB | Dom   | Ext   | Div  |
| ----------------------------- | -- | -- | -- | ---- | -- | ----- | ----- | ---- |
| c - Thunder d'Oklahoma City   | 57 | 25 | 82 | .695 | -  | 33-8  | 24-17 | 12-4 |
| x - Nuggets de Denver         | 57 | 25 | 82 | .695 | -  | 33-8  | 24-17 | 10-6 |
| x - Timberwolves du Minnesota | 56 | 26 | 82 | .683 | 1  | 30-11 | 26-15 | 12-4 |
| o - Jazz de l'Utah            | 31 | 51 | 82 | .378 | 26 | 21-20 | 10-31 | 5-11 |
| o - Trail Blazers de Portland | 21 | 61 | 82 | .256 | 36 | 11-30 | 10-31 | 1-15 |

### NBA In-Season Tournament
| Rang | Équipe                    | Pts | J | G | P | Pp  | Pc  | Diff |
| ---- | ------------------------- | --- | - | - | - | --- | --- | ---- |
| 1    | Lakers de Los Angeles     | 8   | 4 | 4 | 0 | 494 | 420 | 74   |
| 2    | Suns de Phoenix           | 7   | 4 | 3 | 1 | 480 | 446 | 34   |
| 3    | Jazz de l'Utah            | 6   | 4 | 2 | 2 | 469 | 482 | -13  |
| 4    | Trail Blazers de Portland | 5   | 4 | 1 | 3 | 416 | 455 | -39  |
| 5    | Grizzlies de Memphis      | 4   | 4 | 0 | 4 | 430 | 486 | -56  |